# Нуньес-Рочес, Раким
Раким Нейтан Нуньес-Рочес (англ. Rakeem Nathan Nuñez-Roches, 3 июля 1993, Дангрига) — профессиональный белизский футболист, выступающий на позиции дифенсив энда в клубе НФЛ «Тампа-Бэй Бакканирс».

## Биография

### Любительская карьера
Раким Нуньес-Рочес родился в городе Дангрига 3 июля 1993 года. В 2000 году вместе с матерью Нэнси он переехал в США. Они жили в Лос-Анджелесе, затем последовательно переезжали в Колорадо, Джорджию, Кентукки и Алабаму. Школу Раким окончил в Финикс-Сити, учёбу он совмещал с работой, чтобы помогать матери. Кроме футбола, он играл за школьные команды по баскетболу и бейсболу, считался перспективным питчером. В 2011 году он поступил в Университет Южного Миссисипи, выбрав в качестве специальности ветеринарию.
В сезоне 2011 года Нуньес-Рочес сыграл в шести матчах за «Голден Иглз» и вошёл в символическую сборную новичков конференции США. Во втором сезоне он принял участие во всех двенадцати играх команды, одиннадцать начав в стартовом составе. В этих матчах Раким сделал 37 захватов, сэк и заблокировал один удар. В 2013 году он сыграл в двух первых матчах сезона, после чего получил травму. Оставшуюся часть чемпионата он провёл в статусе «освобождённого игрока».
Последний сезон в студенческой карьере Раким провёл в 2014 году, сыграв во всех одиннадцати играх в стартовом составе. Он стал лидером «Голден Иглз» по числу сделанных сэков и захватов с потерей ярдов. По итогам сезона Нуньеса-Рочеса включили в символическую сборную конференции США.

#### Статистика выступлений в NCAA
| Сезон | Команда                 | Игры | Захваты | Захваты | Захваты | Захваты | Захваты | Перехваты | Перехваты | Перехваты | Перехваты | Перехваты | Фамблы | Фамблы | Фамблы | Фамблы |
| Сезон | Команда                 | Игры | Solo    | Ast     | Tot     | Loss    | Sk      | Int       | Yds       | Y/R       | TD        | PD        | FR     | Yds    | TD     | FF     |
| ----- | ----------------------- | ---- | ------- | ------- | ------- | ------- | ------- | --------- | --------- | --------- | --------- | --------- | ------ | ------ | ------ | ------ |
| 2011  | Сазерн Мисс Голден Иглз | 6    | 1       | 1       | 2       | 1,5     | 0       | 0         | 0         | 0         | 0         | 0         | 0      | 0      | 0      | 0      |
| 2012  | Сазерн Мисс Голден Иглз | 12   | 22      | 15      | 37      | 6,0     | 1,0     | 0         | 0         | 0,0       | 0         | 1         | 0      | 0      | 0      | 1      |
| 2013  | Сазерн Мисс Голден Иглз | 2    | 2       | 6       | 8       | 0,5     | 0,0     | 0         | 0         | 0,0       | 0         | 0         | 0      | 0      | 0      | 0      |
| 2014  | Сазерн Мисс Голден Иглз | 11   | 35      | 28      | 63      | 15,0    | 4,0     | 0         | 0         | 0,0       | 0         | 0         | 0      | 0      | 0      | 1      |
| Всего | Всего                   | 31   | 60      | 50      | 110     | 23,0    | 5,0     | 0         | 0         | 0,0       | 0         | 1         | 0      | 0      | 0      | 2      |

### Профессиональная карьера
В 2015 году Раким выставил свою кандидатуру на драфт НФЛ. В качестве его сильных сторон выделялась хорошая взрывная скорость, способность находить проходы в линии нападения для атаки на квотербека, уверенность действий против одиночных блоков. Также отмечалось, что он обладает хорошей рабочей этикой. Минусами назывались сравнительно невысокий рост и длина рук, склонность терять мяч из виду, ограниченный потенциал пас-рашера. Аналитик сайта НФЛ Лэнс Зирлейн отмечал, что Нуньес-Рочес мог бы начать профессиональную карьеру как игрок запаса на позиции ноуз-тэкла.
На драфте Раким был выбран клубом «Канзас-Сити Чифс» в шестом раунде под общим 217 номером. Он стал первым уроженцем Белиза, попавшим в Национальную футбольную лигу. В составе команды Нуньес-Рочес провёл три года. В сезоне 2015 года он сыграл в семи играх, в 2016 году — в одиннадцати, впервые выйдя в стартовом составе. В регулярном чемпионате 2017 года Раким принял участие во всех шестнадцати играх. Весной 2018 года он получил статус ограниченного свободного агента. Клуб сделал ему квалификационное предложение контракта, но в начале мая отчислил из состава.
В межсезонье он работал в составе «Индианаполис Колтс», но был отчислен во время предсезонного сокращения составов. Второго октября 2018 года Нуньес-Рочес подписал контракт с клубом «Тампа-Бэй Бакканирс». Из-за ряда травм он провёл за команду только три игры в регулярном чемпионате, отметившись в них двумя захватами. В марте 2019 года Раким подписал с «Бакканирс» новый однолетний контракт.

#### Статистика выступлений в НФЛ

##### Регулярный чемпионат
| Сезон | Команда             | Игры | Захваты | Захваты | Захваты | Захваты | Захваты | Перехваты | Перехваты | Перехваты | Перехваты | Перехваты | Фамблы | Фамблы | Фамблы | Фамблы |
| Сезон | Команда             | Игры | Solo    | Ast     | Tot     | Loss    | Sk      | Int       | Yds       | Y/R       | TD        | PD        | FR     | Yds    | TD     | FF     |
| ----- | ------------------- | ---- | ------- | ------- | ------- | ------- | ------- | --------- | --------- | --------- | --------- | --------- | ------ | ------ | ------ | ------ |
| 2015  | Канзас-Сити Чифс    | 7    | 4       | 0       | 4       | 0,0     | 0,0     | 0         | 0         | 0,0       | 0         | 0         | 0      | 0      | 0      | 0      |
| 2016  | Канзас-Сити Чифс    | 11   | 14      | 9       | 23      | 5,0     | 1,0     | 0         | 0         | 0,0       | 0         | 0         | 0      | 0      | 0      | 0      |
| 2017  | Канзас-Сити Чифс    | 16   | 13      | 11      | 24      | 0,0     | 0,5     | 0         | 0         | 0,0       | 0         | 0         | 0      | 0      | 0      | 0      |
| 2018  | Тампа-Бэй Бакканирс | 3    | 2       | 0       | 2       | 0,0     | 0,0     | 0         | 0         | 0,0       | 0         | 0         | 0      | 0      | 0      | 0      |
| 2019  | Тампа-Бэй Бакканирс | 16   | 5       | 4       | 9       | 1,0     | 0,0     | 0         | 0         | 0,0       | 0         | 0         | 1      | 0      | 0      | 0      |
| Всего | Всего               | 53   | 38      | 24      | 62      | 6,0     | 1,5     | 0         | 0         | 0,0       | 0         | 0         | 1      | 0      | 0      | 0      |

##### Плей-офф
| Сезон | Команда          | Игры | Захваты | Захваты | Захваты | Захваты | Захваты | Перехваты | Перехваты | Перехваты | Перехваты | Перехваты | Фамблы | Фамблы | Фамблы | Фамблы |
| Сезон | Команда          | Игры | Solo    | Ast     | Tot     | Loss    | Sk      | Int       | Yds       | Y/R       | TD        | PD        | FR     | Yds    | TD     | FF     |
| ----- | ---------------- | ---- | ------- | ------- | ------- | ------- | ------- | --------- | --------- | --------- | --------- | --------- | ------ | ------ | ------ | ------ |
| 2016  | Канзас-Сити Чифс | 1    | 0       | 1       | 1       | 0,0     | 0,0     | 0         | 0         | 0,0       | 0         | 0         | 0      | 0      | 0      | 0      |
| Всего | Всего            | 1    | 0       | 1       | 1       | 0,0     | 0,0     | 0         | 0         | 0,0       | 0         | 0         | 0      | 0      | 0      | 0      |